# Live in Tokyo (Weather Report)
Live in Tokyo is een live muziekalbum dat in 1977 werd uitgebracht door de jazzrock-formatie Weather Report.

## Nummers
1. Medley: Vertical Invader/Seventh Arrow/T.H./Doctor Honoris Causa (Vitous, Zawinul) – 26:14
2. Medley: Surucucu/Lost/Early Minor/Directions (Shorter, Zawinul) – 19:19
3. Orange Lady (Zawinul) – 18:14
4. Medley: Eurydice/The Moors (Shorter) – 13:49
5. Medley: Tears/Umbrellas (Shorter, Zawinul) – 10:54

## Musici
- Josef Zawinul - Elektrische en akoestische piano
- Wayne Shorter - Saxofoons
- Miroslav Vitous - Bas
- Eric Gravatt - Drums
- Dom Um Romão - Percussie

Bandleden: Joe Zawinul · Wayne Shorter · Jaco Pastorius · Peter Erskine

Miroslav Vitouš · Eric Gravatt · Alphonse Mouzon · Airto Moreira · Alex Acuña · Manolo Badrena · Dom Um Romão · Alphonso Johnson · Victor Bailey · Omar Hakim · José Rossy
Discografie: Weather Report (1971) · I Sing the Body Electric · Live in Tokyo · Sweetnighter · Mysterious Traveller · Tale Spinnin' · Black Market · Heavy Weather · Mr. Gone · 8:30 · Night Passage · Weather Report (1982) · Procession · Domino Theory · Sportin' Life · This Is This